# Akcja Bezpośrednia (Słowacja)
Akcja Bezpośrednia (słow. Priama akcia, PA) – słowacki związek zawodowy działający na terenie kraju od 2000.
Związek jest zrzeszony w Międzynarodowym Stowarzyszeniu Pracowników.

## Charakterystyka
Organizacja ideologicznie odwołuje się do syndykalizmu oraz anarchosyndykalizmu. W swojej działalności skupia się przede wszystkim na organizowaniu niezadowolonych pracowników, w celu egzekwowania ich żądań. Krytykuje klasyczne związki za ich nadmierną biurokrację, nieefektywność, dążenie do współpracy klasowej między kapitałem a klasą robotniczą oraz tendencję do unikania otwartego konfliktu. Jako alternatywę dla tradycyjnych związków oferuje radykalne związki bez struktur hierarchicznych i bez płatnych urzędników, które są rządzone demokratycznie i promują swoje interesy poprzez bezpośrednie działania.